# فرد لين
فرد لين (بالإنجليزية: Fred Lynn) (و. 1952  م) هو لاعب كرة قاعدة، من الولايات المتحدة، ولد في شيكاغو، يلعب كلاعب دفاع ‏.

## جوائز
حصل على جوائز منها:
- جائزة القفاز الذهبي لرولينغز [الإنجليزية]‏.

## وصلات خارجية
- فرد لين على موقع دوري كرة القاعدة الرئيسي (الإنجليزية)
- فرد لين على موقعبيزبول رفرنس.كوم (الدوري الرئيسي) (الإنجليزية)
- فرد لين على موقعبيزبول رفرنس.كوم (الدوري الثانوي) (الإنجليزية)
- فرد لين على موقع إي إس بي إن.كوم (أم.أل.بي) (الإنجليزية)
- فرد لين على موقع مشجعي الرسوم البيانية (الإنجليزية)

- فرد لين على موقع IMDb (الإنجليزية)
- فرد لين على موقع إن إن دي بي (الإنجليزية)